# Louise av Danmark
Louise av Danmark, född 1750 på Christiansborgs slott i Köpenhamn, död 1831 i Gottorp, var dotter till Fredrik V av Danmark och Louise av Storbritannien. Hon gifte sig 1766 i Köpenhamn med sin kusin, Karl II av Hessen-Kassel. 

## Biografi
Prinsessan Louise föddes 30 januari 1750 på Christiansborgs slott, danska kungafamiljens dåvarande huvudresidens på ön Slotsholmen i centrala Köpenhamn. Hon var femte barnet och tredje dottern till kung Fredrik V av Danmark och drottning Louise av Danmark-Norge.
Hennes äktenskap arrangerades då den blivande  maken var hennes regerande brors favorit, men den vänskapen avslutades snart efter bröllopet och paret flyttade 1767 till Hanau och då maken blev guvernör för Schleswig Holstein flyttade de till Gottorp. År 1770 fick hon egendomen Louisenlund, som namngavs efter henne, av sin bror. 
1772 utnämndes maken till Norges guvernör och paret flyttade till Oslo. De blev under den första tiden så populära att det sades att norrmännen gärna hade velat ha dem som kungapar, men snart fann Oslo det oerhört ekonomiskt tyngande att försörja och underhålla paret. Louise flyttade med maken till Louisenlund 1774 och bodde sedan där och i Gottorp resten av sitt liv.

## Barn
- Maria Sofia Fredrika av Hessen-Kassel, (1767-1852) , gift med Fredrik VI av Danmark
- Wilhelm (1769-1772)
- Fredrik (1771-1845) gift morganatiskt
- Juliane Louise Amalie (1773-1860)
- Christian (1776-1814)
- Louise Karolina av Hessen-Kassel, (1789-1867) , gift med Wilhelm av Glücksburg; de blev stamfader och stammoder till det nuvarande danska kungahuset.